# Vera Martínez Mehner
Vera Martínez Mehner (* 1978 in Madrid) ist eine spanisch-deutsche Violinistin und Musikpädagogin.

## Leben und Werk
Vera Martínez Mehner wurde 1978 in Madrid als Tochter einer spanisch-deutschen Familie geboren. Sie studierte Violine bei Zakhar Bron und Serguei Fatkouline an der Escuela Superior de Música Reina Sofía in Madrid. Sie absolvierte anschließend Vertiefungsstudien an der Hochschule für Musik Köln unter Leitung von Zakhar Bron. Sie schloss hier ihre Ausbildung erfolgreich mit dem Konzertexamen ab. Gleichzeitig schloss sie an derselben Musikhochschule als Mitglied des Cuarteto Casals Kammermusikstudien unter der Leitung des gesamten Alban Berg Quartetts mit dem entsprechenden Examen ab. Vera Martínez gewann unter anderem 1995 den ersten und den Spezialpreis für die beste Interpretation des klassischen Stückes im Internationalen Violinwettbewerb Kloster Schöntal und einen zweiten Preis beim International Competition Henryk Wieniawsky in Polen.
Als Solistin trat sie mit renommierten Orchestern in Europa und Zentralamerika unter Dirigenten wie Zubin Mehta, Yehudi Menuhin, James Judd, Victor Pablo, Daniel Harding und Paavo Järvi auf. Sie konzertierte öfter mit der Deutschen Kammerphilharmonie Bremen. Mit ihrem Bruder Claudio Martínez Mehner gab sie Klavier-Violin-Abende.
Vera Martínez ist Gründungsmitglied des seit 1997 weltweit erfolgreich konzertierenden Cuarteto Casals. In dieser Funktion hat sie zahlreiche Tonträger beim Label Harmonia Mundi mit eingespielt. Als Mitglied des Kammermusikensemble Funktion widmet sie sich der Aufführung von Neuer Musik.
Seit 2003 wirkt Vera Martínez als Professorin für Kammermusik und Violine an der Escuela Superior de Música de Catalunya. Sie wirkt häufig auch als Gastprofessorin an Musikinstituten in den Vereinigten Staaten und in Europa.